# Angraecum dauphinense
Angraecum dauphinense är en orkidéart som först beskrevs av Robert Allen Rolfe, och fick sitt nu gällande namn av Rudolf Schlechter. Angraecum dauphinense ingår i släktet Angraecum och familjen orkidéer. Inga underarter finns listade i Catalogue of Life.